# نقفور أرانس
نقفور أرانس (باليونانية: Νικηφόρος Οὐρανός) (حوالي 980 - حوالي 1010)، كان مسؤولًا بيزنطيًا رفيع المستوى وجنرالًا في عهد الإمبراطور باسيل الثاني (حكم من 976 إلى 1025). كان أحد أقرب مساعدي الإمبراطور، وكان نشطًا في أوروبا في الحروب ضد البلغار، وحقق انتصارًا كبيرًا في معركة سبقريوس [الإنجليزية]، وضد العرب في ثغور الشام، حيث تولى القيادة خلال العقد الأول من القرن الحادي عشر كنائب ملك افتراضي للإمبراطور باسيل. كان رجلاً متعلمًا جيدًا، وكتب دليلًا عسكريًا [الإنجليزية] وألف العديد من القصائد والسير الذاتية الباقية.

## السيرة

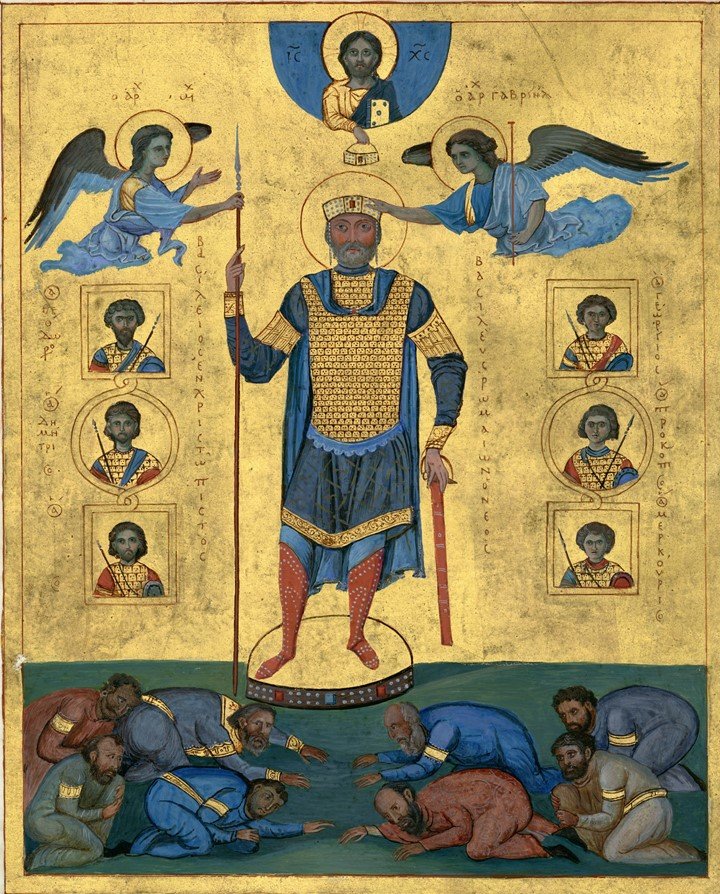
الإمبراطور البيزنطي باسيليوس الثاني (حكم 976-1025). وكان نقفور أرانس أحد أقرب مساعديه وأكثرهم ثقة.

لا يُعرف إلا القليل عن أصل أرانس، أو سنواته الأولى، أو عائلته، وتصفه السجلات التاريخية بأنه "رجل جديد". وقد أُثبت وجود بروتوسباثاريوس [الإنجليزية] وأسيكريتيس [الإنجليزية] باسيل أرانس، وربما كان أحد أقاربه الأكبر سنًا، ونعلم من رسائل نقفور أنه كان له أخ يُدعى ميخائيل. يدخل ننقفور أرانس نفسه التاريخ لأول مرة في أوائل ثمانينيات القرن التاسع، أثناء المفاوضات بين بيزنطة وحاكم بغداد البويهي بشأن عودة الوالي المتمرد المنشق بارداس سكليروس [الإنجليزية]. بعد السفارة البيزنطية الأولى في عام 980، زارت سفارة عربية بقيادة ابن شهرام القسطنطينية في عام 982، ذُكر أرانس في تقريرها باعتباره أحد المقربين من الشاب باسيل الثاني، وشغل منصبًا في المحكمة العليا وهو كانيقليوس [الإنجليزية] (حارس كانيكليون، محبرة وكتاب [الإنجليزية] الإمبراطورية). وذكر ابن شهرام أيضًا أن ارتباط أرانس الوثيق بالإمبراطور جعله عدوًا لرجل خصي قوي باراكويمومينوس [الإنجليزية]، وباسيل ليكابينوس ، الذي أشرف على شؤون الدولة لعقود من الزمن. أثناء المفاوضات، عمل أرانس وسيطًا بين العرب والإمبراطور، ثم اختاره باراكويمومينوس ليرأس وفدًا بيزنطيًا إلى بغداد، والذي كان من المقرر أن يتولى حراسة سكليروس.
لكن بعد وصوله إلى بغداد، اتُهم أرانس إما بمحاولة تسميم سكليروس أو التفاوض معه سرًّا، فسُجن. من المرجح أن تكون التهم الموجهة إليه من تدبير باسيل ليكابينوس، الذي أراد التخلص منه. وبقي في السجن ببغداد حتى أطلق سراح بارداس سكليروس نفسه في أواخر عام 986، فعاد إلى القسطنطينية في عام 987. بحلول ذلك الوقت، كان باسيل ليكابينوس قد سقط من السلطة ومات، واستمر أرانس في التمتع بالرضا الإمبراطوري. وقد مُنح رتبة ماجيستروس [الإنجليزية]، ويتضح نفوذه من حقيقة أن القديس أثناسيوس الأثوسي [الإنجليزية] عينه كأول حارس ( إيبيتروبوس ) لديره في الدير الكبير.

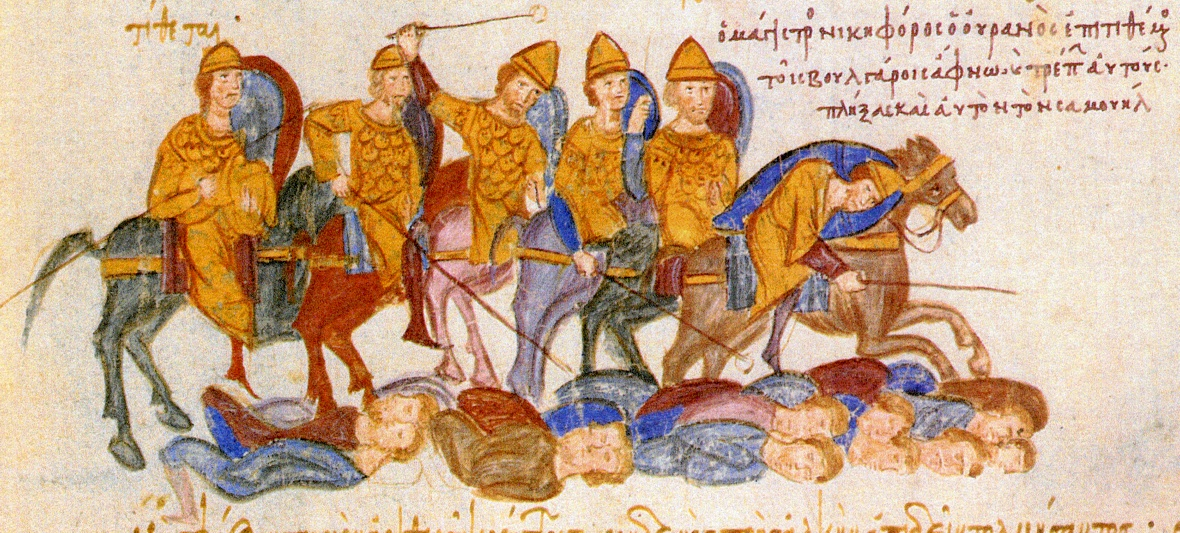
القوات البلغارية تهرب على يد قوات أرانس في سبقريوس، من سجلات جون سكيليتزيس.

بعد وفاة الحاكم العسكري ( دوكس ) لتسالونيكي، عيَّن غريغوريوس تارونيتس [الإنجليزية] ، في معركته [الإنجليزية] ضد البلغار في عام 996، باسيل الثاني أرانس كقائد محلي لمدارس [الإنجليزية] الغرب؛ في الواقع، كان القائد الأعلى للجيش الميداني الأوروبي. وبعد نجاحهم، توغل البلغار عميقًا في اليونان، وقاموا بغارات ونهب حتى وصلوا إلى كورنث في البيلوبونيز. في عام 997، جمع أرانس قواته في تسالونيكي وسار جنوبًا لملاقاتهم، بينما اتجه القيصر البلغاري صموئيل شمالًا عند سماعه بقدومه. وفي نهاية المطاف التقى الجيشان على ضفاف نهر سبرقيوس [الإنجليزية] في وسط اليونان [الإنجليزية]، والذي غمرته المياه بسبب الأمطار الغزيرة في الأيام السابقة، مما جعله غير سالك. وهكذا خيم كلا الجيشين على ضفتي النهر المتقابلتين. كان البلغار على يقين من أن البيزنطيين لا يستطيعون عبور النهر، لذا أهملوا نشر الحراس. ومع ذلك، وجد أرانس مخاضة أبعد من المنبع، وقاد جيشه عبر النهر أثناء الليل وهاجم المعسكر البلغاري. كانت المعركة هزيمة ساحقة، حيث قُتل أو أُسر أغلب البلغار، على حين غرة. حتى القيصر صموئيل وابنه أصيبوا بجروح ولم ينجُوا إلا بالاستلقاء بين القتلى.
واصل أرانس حملته في المنطقة على مدى السنوات التالية، على الرغم من عدم تقديم سكايليتزيس (وهو المصدر الرئيس عنه) أي معلومات حول عملياته. في كانون الأول 999، عُين أرانس واليًا (دوقًا) لأنطاكية في الشام، إحدى أهم القيادات العسكرية الإقليمية البيزنطية؛ وقد كانت قد وقعَت عندئذٍ في يد البيزنطيين (طالع: الثغور الشامية). وقد كان الفاطميون يعتزمون على إرجاعها للمسلمين، فحدثَت معركة قريبة، تُوفي فيها الدوق السابق، داميان دالاسينوس [الإنجليزية]، في عام 998، قام الإمبراطور باسيل بنفسه بحملة في المنطقة في العام السابق، على أمل تثبيت الحدود الشرقية لتمكينه من تخصيص موارده في الغرب ضد بلغاريا وهزيمة الفاطميين وإرضاخهم لمعاهدة. في ربيع عام 1000، رافق أرانس باسيل في حملته، التي أدت إلى ضم إمارة تاو [الإنجليزية] الجورجية، ودافع عن هذه الملكية الجديدة من هجمات جورجن الأيبيريي [الإنجليزية] في عامي 1001-1002؛ واستطاع إضعاف سيطرة البويهيين على إمارة أرمينية الإسلامية.
بعد ترتيب هدنة لمدة عشر سنوات مع الفاطميين في عام 1001، كان من المفترض أن يكون أرانس الموثوق به ممثل باسيل في مناطق الحدود الشرقية وكان مسلحًا بسلطة مفوضة، كما تشهد بذلك ختم يعلنه "سيد الشرق" ( ὁ κρατῶν τῆς Ἀνατολῆς ). في عامي 1000 و1001، قمع أرانس انتفاضة قامت بها قبيلتان من البدو العرب السوريين سمتهم المصادر اليونانية: النوميريتاي والأتافيتاي . في عامي 1005 و1007، شارك في عمليات ضد المتمرد العربي الأصفر، الذي هزمه أخيرًا في عام 1007. لا يُعرف أي شيء عن أرانس بعد ذلك التاريخ، على الرغم من أن حقيقة عدم تعيين خليفة ليكون دوق أنطاكية [الإنجليزية] حتى عام 1011 قد تعني أنه استمر في شغل المنصب حتى ذلك الحين.

### الاستشهادات
1. ↑  Magdalino 2003، صفحة 89.
2. 1 2 3 4 5 6  McGeer 1991، صفحة 130.
3. 1 2  Kazhdan 1991، صفحة 1544.
4. ↑  Magdalino 2003، صفحة 71.
5. ↑  Magdalino 2003، صفحة 87; Holmes 2005، صفحة 409.
6. ↑  Holmes 2005، صفحات 163–165.
7. ↑  Holmes 2005، صفحة 166.
8. 1 2  Holmes 2005، صفحة 167.
9. 1 2 3 4 5 6  McGeer 1991، صفحة 131.
10. ↑  Holmes 2005، صفحات 200, 349.
11. 1 2 3  Holmes 2005، صفحة 349.
12. ↑  Magdalino 2003، صفحة 88; Holmes 2005، صفحات 350–351.